# Американське фізичне товариство
Американське фізичне товариство (англ. American Physical Society, скорочено APS) — спілка фізиків Сполучених Штатів Америки. Товариство має понад 46 тис. членів, і є другим за величиною у світі після Німецького. Воно видає дюжину наукових журналів, серед яких визначне місце займають Physical Review та Physical Review Letters. Товариство організовує також понад 20 наукових конференцій щороку. Існує з 1899 року.
Премії, які присуджує Американське фізичне товариство:
- З 1954 року — щорічну премію Олівера Баклі за здобутки в галузі фізики конденсованих середовищ.
- З 1974 року — щорічну премію Лео Сіларда за просування ідей про вплив фізики на розвиток суспільства.
- З 1975 року — Міжнародну премію за нові матеріали, яка з 1997 року отримала назву Премія Джеймса Макгруді за дослідження в галузі нових матеріалів — за видатні досягнення у науці та застосуванні нових матеріалів.
- З 1985 року — щорічну премію Сакураї за здобутки в галузі теоретичної фізики елементарних частинок.
- З 1989 року — щорічну премію Лілієнфельда за видатні досягнення в фізиці.
- З 2003 року — раз на два роки премію Ейнштейна за видатні досягнення в області гравітаційної фізики.
- З 2006 року — раз на два роки премію Андрія Сахарова за внесок у відстоюванні прав людини.